# 路易斯·略萨
路易斯·略萨（瑞典語：Luis Llosa，1951年4月18日—），秘鲁男导演、編劇和电影制片人。1997年，他所執導的冒險恐怖片《大蟒蛇：神出鬼沒》儘管獲得負評與入圍的多項金酸莓獎，但票房表現成功，且後來成為了一部邪典電影。
他是秘鲁文学家马里奥·巴尔加斯·略萨的堂兄。

## 作品列表

### 導演
- 《Hour of the Assassin（英语：Hour of the Assassin (1987 film)）》（1987）
- 《罪惡地帶（英语：Crime Zone）》（1989）
- 《戰略陰謀》（1993）
- 《缉凶八百里（英语：Eight Hundred Leagues Down the Amazon）》（1993）
- 《蠻荒天使（英语：Fire on the Amazon）》（1993）
- 《魔鬼专家》（1994）
- 《大蟒蛇：神出鬼沒》（1997）
- 《山羊的盛宴（英语：The Feast of the Goat (film)）》（2005）

### 監製
- Pobre Millonaria （2008，電視劇）
- 《黄金城：太阳神殿》/El Dorado （2010，電視短劇）
- Condesa por Amor （2010，電視劇）
- 《186美元的自由》/186 Dollars to Freedom （2012）-執行製片人
- 11-11 En mi cuadra nada cuadra （2013，電視劇）-執行製片人